# Franz Buirmann
Franz Buirmann (auch Franziskus Buirmann; * 1590 in Euskirchen; † nach 1638) war ein berüchtigter kurkölnischer Justizkommissar („Hexenkommissar“), der unter anderem in den Städten Rheinbach und Bonn tätig wurde und über 100 Menschen zum Tode wegen Hexerei verurteilte.

## Leben
Buirmann wurde 1590 in ärmlichen Verhältnissen in Euskirchen geboren. Er studierte ab 1608 in Köln Jura und wurde Ende der 1620er-Jahre Hexenkommissar in kurkölnischen Diensten. Sein Wirkungskreis konzentrierte sich auf den rheinischen Teil des Kurfürstentum Kölns, er trat jedoch auch in Hexenprozessen in anderen Gebieten in der Umgebung auf. Als Jurist bestand seine Aufgabe bei der Durchführung von Hexereiprozessen darin, den damals üblichen Laienschöffengerichten sein Spezialwissen über das Delikt der Hexerei zur Verfügung zu stellen.
1631 wurde er in der Stadt Rheinbach tätig, wo er 1631 mindestens 20 Menschen wegen Hexerei zum Tode verurteilte. Seine Arbeit wurde nach einem Bericht des mit ihm an Hexenprozessen teilnehmenden Schöffen Hermann Löher von Geldgier geprägt, sein Dienstherr Heinrich Degenhardt Schall von Bell unterstützte ihn dabei und wurde an der aus den Hexenprozessen stammenden Beute beteiligt. Eines der prominenten Opfer dieser Geldgier war der ehemalige Bürgermeister Rheinbachs Hilger Lirtzen, dessen Vermögen auf 6000 bis 7000 Taler geschätzt wurde. Er wurde aufs Schärfste gefoltert und im Juli 1631 verbrannt.
Darüber hinaus warf Löher dem Hexenkommissar vor, aus persönlicher Rache eine Frau und deren Familie angeklagt zu haben, die seinen Heiratsantrag abgelehnt hatte. Dabei verstieß er in mehreren Fällen gegen die kaiserliche Halsgerichtsordnung und folterte auch entgegen der festgelegten Verfahrensvorschriften. Schöffen, die dagegen protestierten, mussten selbst oder mit dem Leben ihrer Familie dafür bezahlen, beispielsweise die Familien des Schöffen Gotthard Peller und der Schöffe Herbert Lapp. Nach Löher war Buirmann von Juni bis Oktober 1631 in Rheinbach und Umgebung. Buirmann wurde im Oktober 1631 wegen Verfahrensfehlern und der bekanntgewordenen Gewinnsucht hinter seinen Prozessen suspendiert und nach Bonn beordert. Auf Einwirkung seines Dienstherrn und des Kurfürsten hin wurde Buirmann wieder als Hexenkommissar eingesetzt. Die nachfolgende Serie von Hexenprozessen dauerte bis 1638. Insgesamt sollen während dieser Zeit in den drei Ortschaften Rheinbach, Meckenheim und Flerzheim über 100 Menschen verbrannt worden sein. Andere Quellen gehen von rund 150 Menschen aus.
Löher flüchtete als Augenzeuge dieser Vorgänge 1636 mit seiner Familie nach Amsterdam. Dort verfasste er im Jahre 1676 ein Buch mit dem Titel Hochnötige Unterthanige Wemütige Klage Der Frommen Unschültigen, in dem er die Vergehen Buirmanns und seiner Helfer aufzeichnete und das als eine der wichtigsten zeitgenössischen Schilderungen solcher Vorgänge gilt.